# Rebelión jacobita de 1715

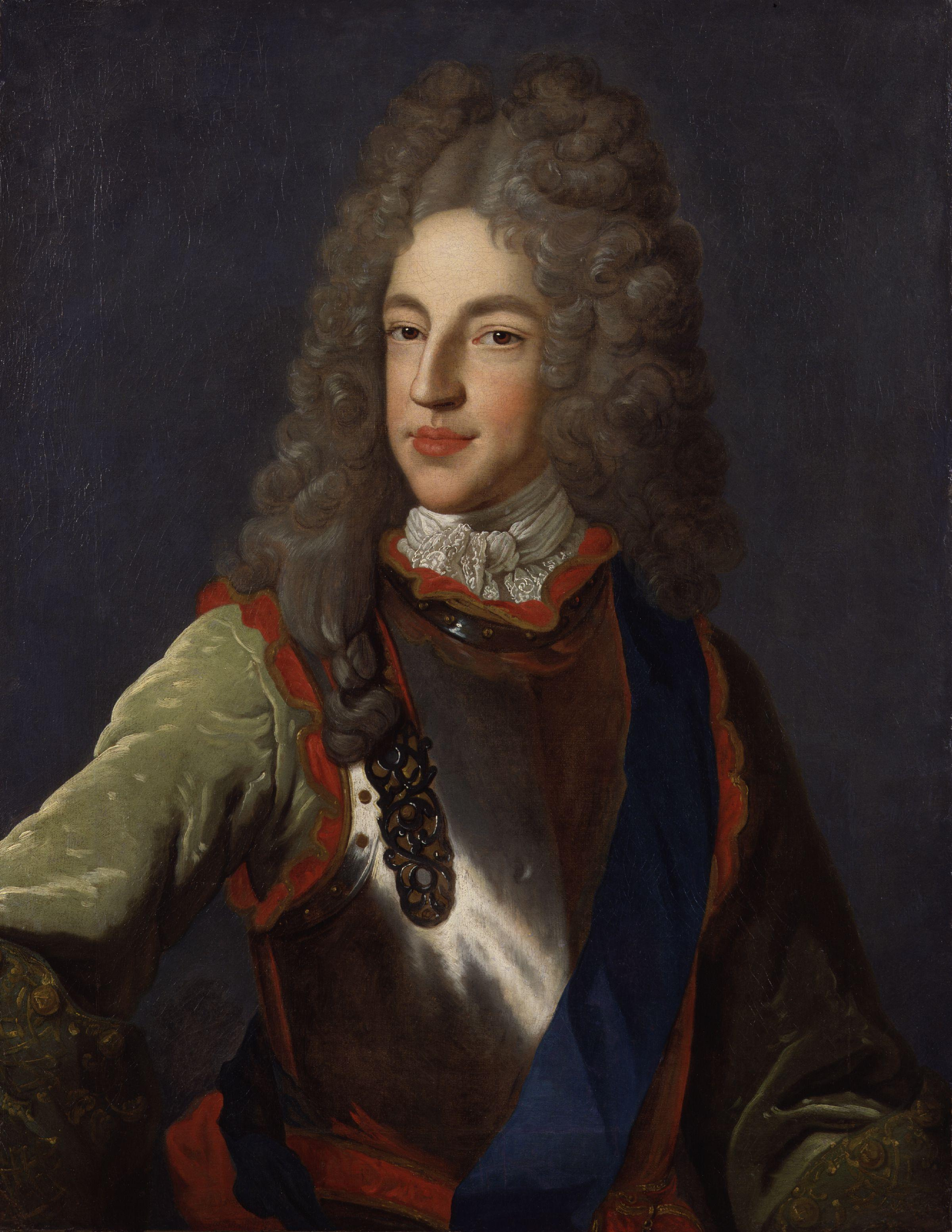
Prince James Francis Edward Stuart by Alexis Simon Belle

La rebelión jacobita de 1715 (en gaélico escocés: Bliadhna Sheumais) (también conocida como el Quince o la Revuelta del conde del Mar), fue el intento por parte de James Francis Edward Stuart (también llamado el Viejo Pretendiente) para recuperar el trono de Inglaterra, Irlanda y Escocia para los exiliados de la Casa de Estuardo.

## Antecedentes

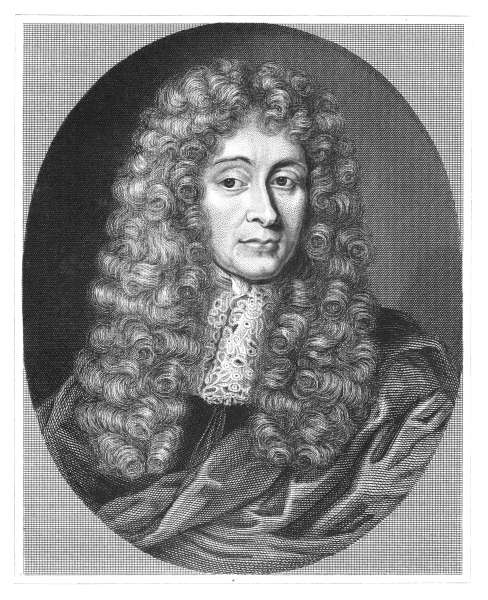
John Erskine - Earl of Mar

La Revolución Gloriosa de 1688-89 tuvo el resultado de que el rey católico Estuardo, Jaime II de Inglaterra y VII de Escocia, huyó al exilio en Francia bajo la protección de Luis XIV. La hija de Jaime y su marido, que también era sobrino de Jaime, ascendieron a los tronos británicos como soberanos conjuntos Guillermo III y María II. En 1690 el presbiterianismo se estableció como la religión del estado de Escocia. El Acta de Establecimiento de 1701 resolvió la sucesión del trono inglés en la casa protestante de Hannover. El Acta de Unión de 1707 aplicó el Acta de Establecimiento a Escocia. Con la muerte de la reina Ana en 1714, el Elector de Hannover, Jorge I, sucedió al trono británico. La ascensión de Jorge I marcó el comienzo de la supremacía whig, con los tories privados de todo poder político. El nuevo régimen Whig buscó enjuiciar a los miembros del ministerio conservador 1710-1714 por irregularidades financieras, con Robert Harley encarcelado en la Torre de Londres y Lord Bolingbroke huyendo a Francia antes de su arresto. Bolingbroke se convirtió en el Secretario de Estado del Pretendiente y aceptó un condado de él.

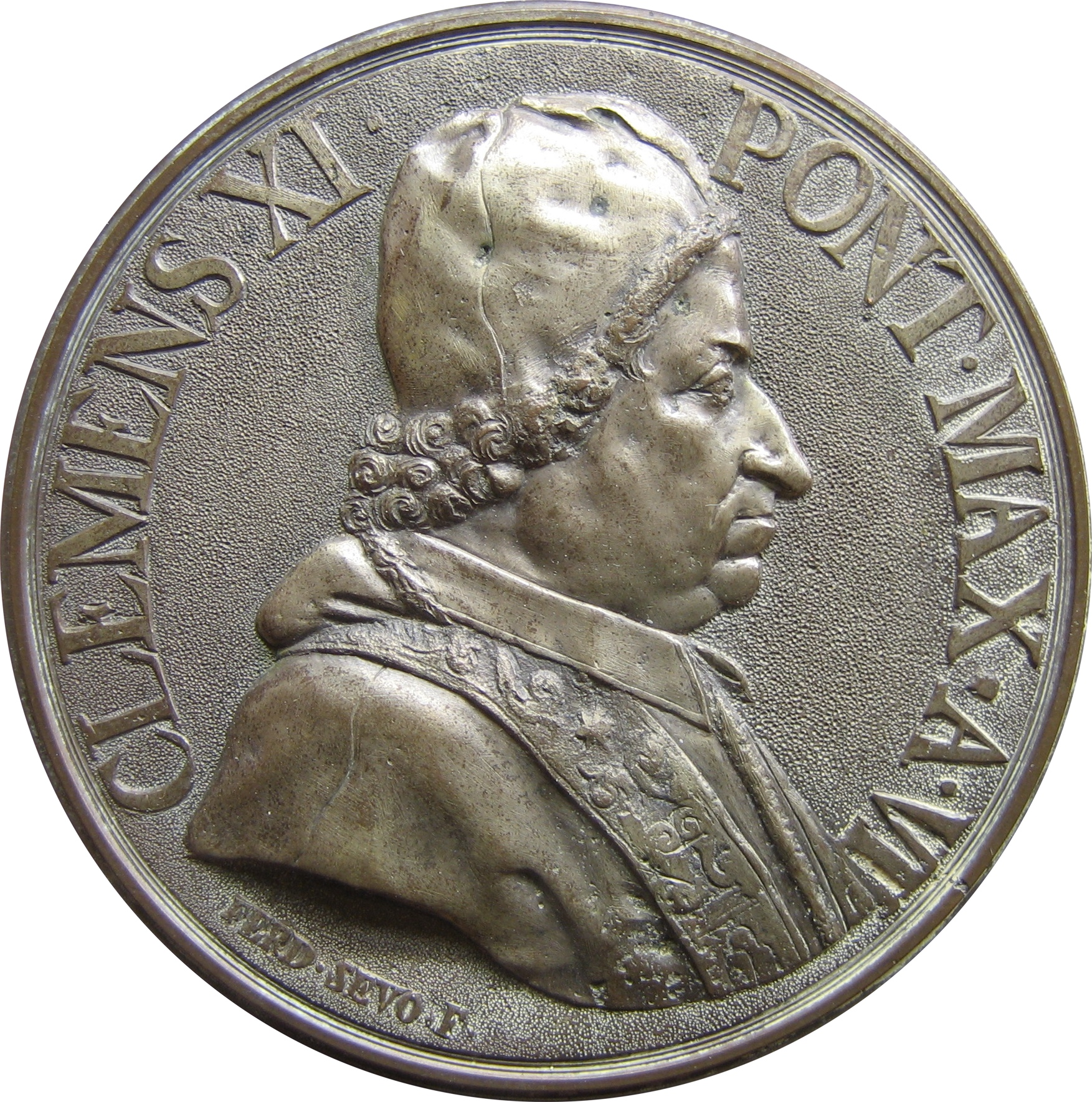
Clemente XI

El 14 de marzo de 1715, el Pretendiente hizo un llamamiento al Papa Clemente XI para pedir ayuda para una rebelión jacobita: "No es tanto un hijo devoto, oprimido por las injusticias de sus enemigos, como una Iglesia perseguida amenazada de destrucción, que apela a la protección y ayuda de su digno pontífice ". El 19 de agosto, Bolingbroke escribió al Pretendiente: "Las cosas se apresuran a tal punto, que o bien usted, señor, a la cabeza de los conservadores debe salvar la Iglesia y la Constitución de Inglaterra o ambos deben perderse irremediablemente para siempre". El Pretendiente creía que el duque de Marlborough se uniría a él cuando desembarcara en Escocia, escribiendo al duque de Berwick el 23 de agosto: "Creo que es ahora o nunca".

## Plantar el estandarte
A pesar de no recibir ninguna comisión de James para comenzar el levantamiento, John Erskine, el conde del Mar zarpó de Londres a Escocia y el 27 de agosto en Braemar celebró el primer consejo de guerra. El 6 de septiembre en Braemar el conde del Mar plantó el estandarte de "James el VIII y el III", acompañado por 600 partidarios.

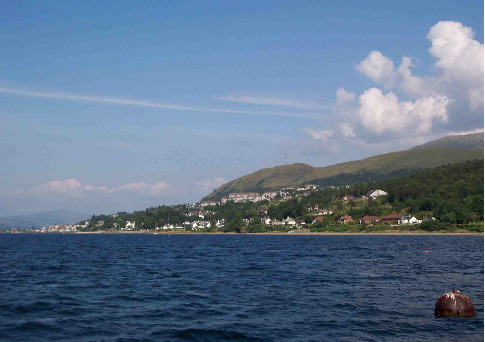
Fort William

En respuesta, el Parlamento suspendió el habeas corpus por la Ley de Suspensión de habeas corpus de 1715, y aprobó un Acta que daba a los inquilinos que se negaron a apoyar a los jacobitas la tierra de su casero si él era jacobita. Algunos de los inquilinos del conde del Mar viajaron a Edimburgo para demostrar su lealtad y adquirir el título de su tierra.

## Lucha por Escocia
En el norte de Escocia, los jacobitas tuvieron éxito. Tomaron Inverness, Gordon Castle, Aberdeen y más al sur, Dundee, aunque no pudieron capturar Fort William. En el Castillo de Edimburgo había armas para hasta 10 000 hombres y 100 000 libras pagadas a Escocia cuando ingresó en la Unión con Inglaterra. Lord Drummond, con 80 jacobitas, intentó esconderse bajo el manto de la noche para tomar el castillo, pero el gobernador del castillo supo de sus planes y lo defendió con éxito.

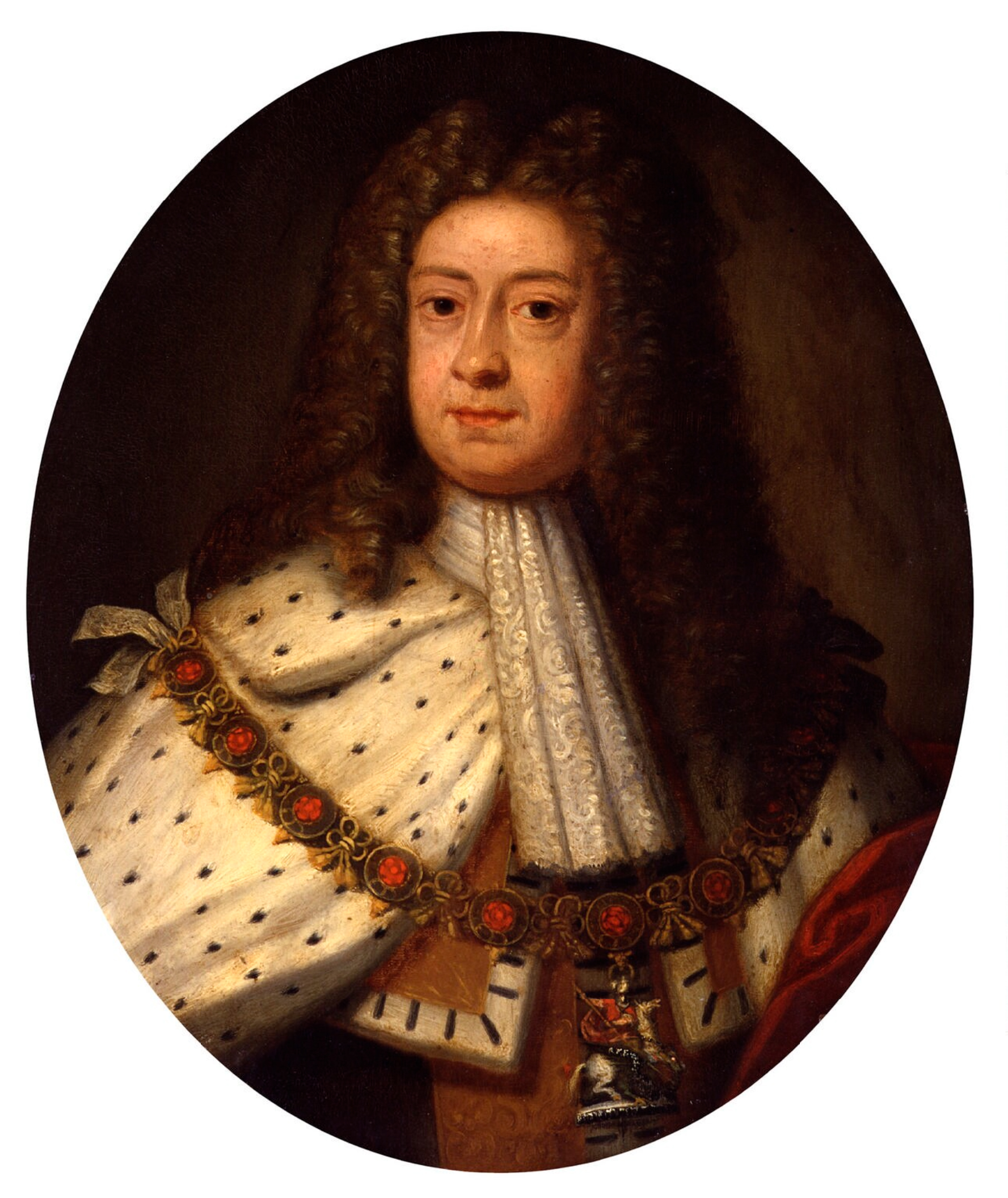
George I en 1714

En octubre, las fuerzas de Mar (casi 20.000 hombres) habían tomado el control de toda Escocia sobre el Fiordo de Forth, aparte del Castillo de Stirling. Sin embargo, Mar estaba indeciso, y la captura de Perth y el movimiento hacia el sur de 2000 hombres probablemente fueron decididos por subordinados. La indecisión de Mar dio a las fuerzas hanoverianas bajo el mando del Duque de Argyll el tiempo necesario para aumentar su fuerza. en ese tiempo fueron traídos refuerzos de la guarnición irlandesa para impulsar a Argyll.

El 22 de octubre, Mar recibió su comisión de que James lo designaba comandante del ejército jacobita. El ejército jacobita superaba en número a las fuerzas de Argyll por tres a uno y Mar decidió marchar sobre el castillo de Stirling. El 13 de noviembre en Sheriffmuir, las dos fuerzas se enfrentaron en una batalla. La lucha fue indecisa pero, al acercarse el final de la batalla, los jacobitas contaban con 4000 hombres, en comparación con los 1000 de Argyll. El ejército de Mar comenzó a acercarse a las fuerzas de Argyll, que estaban mal protegidas, pero Mar no les ordenó avanzar, posiblemente creyendo que ya había ganado la batalla (Argyll había perdido 660 hombres, tres veces más que Mar). Mar luego se retiró a Perth. El mismo día de la Batalla de Sheriffmuir, Inverness se rindió a las fuerzas de los Hannover, y una fuerza jacobita más pequeña dirigida por Mackintosh de Borlum fue derrotada en Preston.

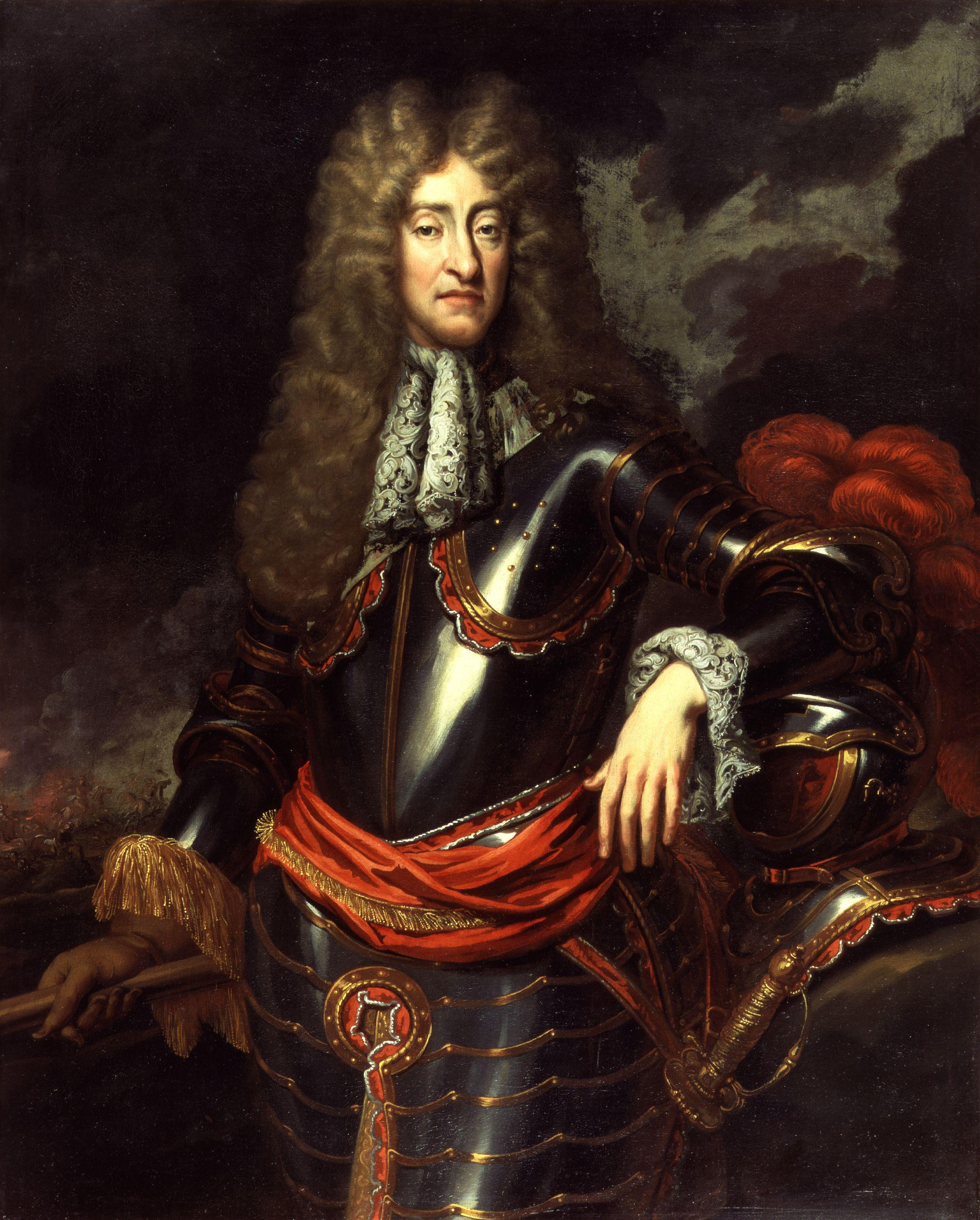
El rey James II y VII
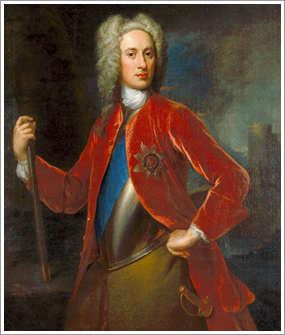
El Duque de Argyll
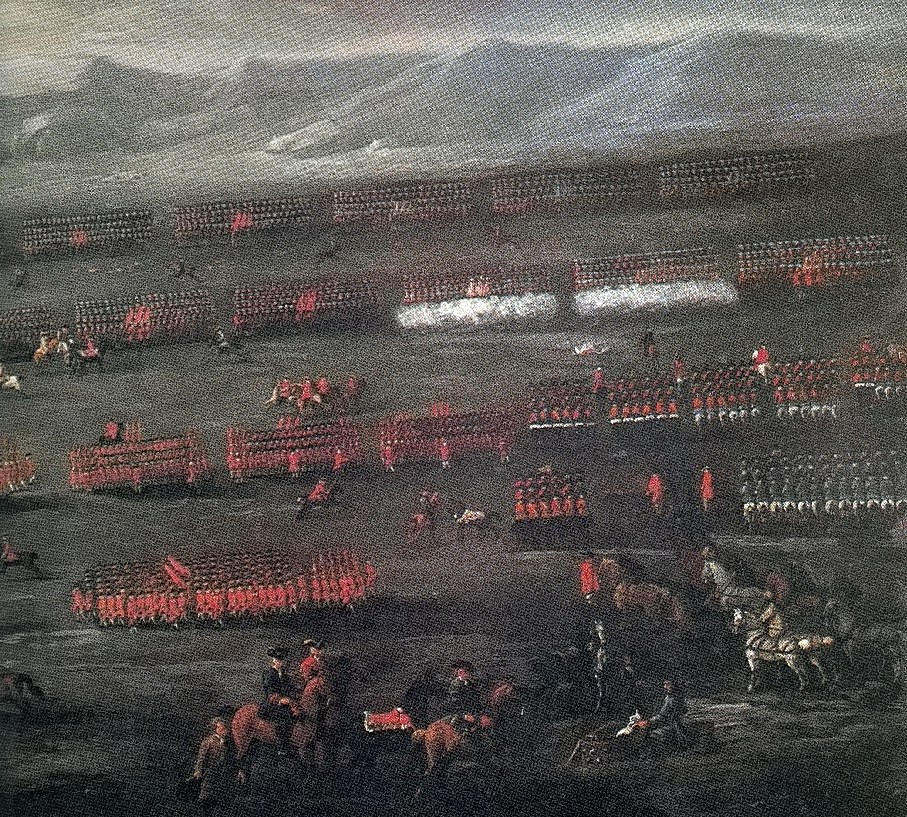
La Batalla de Sheriffmuir

## Levantamiento en Inglaterra

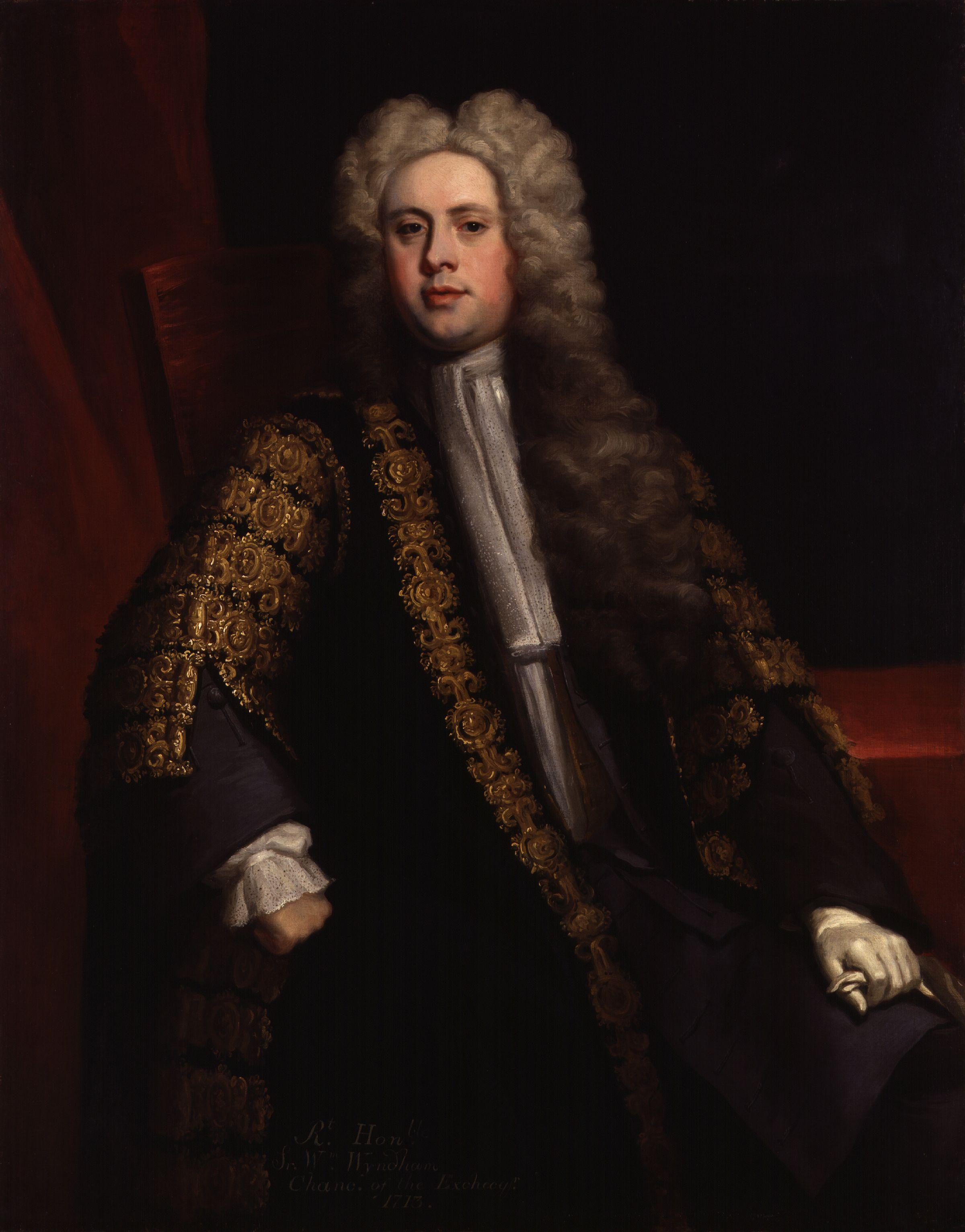
Sir William Wyndham, 3rd Bt by Jonathan Richardson

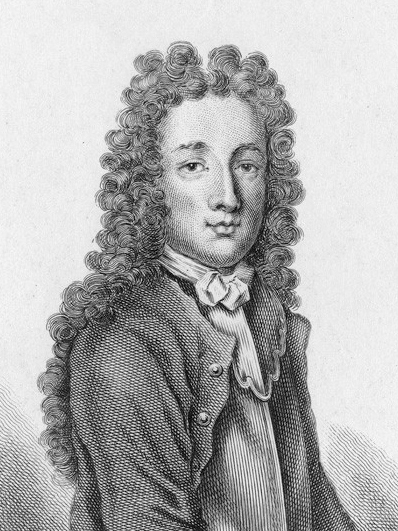
William Gordon, 6th Viscount of Kenmure

Entre los líderes de una conspiración jacobita para un levantamiento en el oeste de Inglaterra había tres pares y seis parlamentarios. El gobierno arrestó a los líderes en la noche del 2 de octubre, y al día siguiente obtuvo fácilmente el permiso del Parlamento para encarcelarlos. Entre los detenidos estaba incluido el jefe de los Jacobitas ingleses, Sir William Wyndham. El gobierno envió refuerzos a Bristol, Southampton y Plymouth para asegurarse de que no cayeran en manos de los jacobitas. Oxford era una ciudad famosa por su sentimiento monárquico y el gobierno la tenía por favorable al Pretendiente, por lo que el 17 de octubre el General Pepper condujo a los dragones a la ciudad y arrestó a algunos líderes jacobitas sin resistencia.
Se había planeado un levantamiento de diversión en Northumberland para acompañar la rebelión principal en el oeste. El levantamiento en el oeste fue abortado por la pronta acción del gobierno, pero el levantamiento en Northumberland siguió adelante el 6 de octubre de 1715. Este levantamiento inglés contuvo algunas figuras prominentes, incluyendo dos pares del reino, James Radclyffe, 3er conde de Derwentwater, y William Widdrington, 4º Barón Widdrington, y Charles Radclyffe, más tarde 5º Conde de Derwentwater. Edward Howard, más tarde el 9° duque de Norfolk, se unió al levantamiento más tarde en Lancashire, al igual que otras figuras prominentes, incluido Robert Cotton, uno de los principales caballeros en Huntingdonshire.
Los jacobitas ingleses se unieron a una fuerza de escoceses los Borderer Jacobites, dirigidos por William Gordon, 6.º vizconde Kenmure, y este pequeño ejército se unió al contingente de Mackintosh. Marcharon en Inglaterra hasta Preston, donde las fuerzas del gobierno los alcanzaron. Esto llevó a la Batalla de Preston, del 12 al 14 de noviembre. Los jacobitas ganaron el primer día de la batalla, matando a un gran número de fuerzas gubernamentales, pero los refuerzos del gobierno llegaron al día siguiente y finalmente los jacobitas se rindieron.

## Secuelas

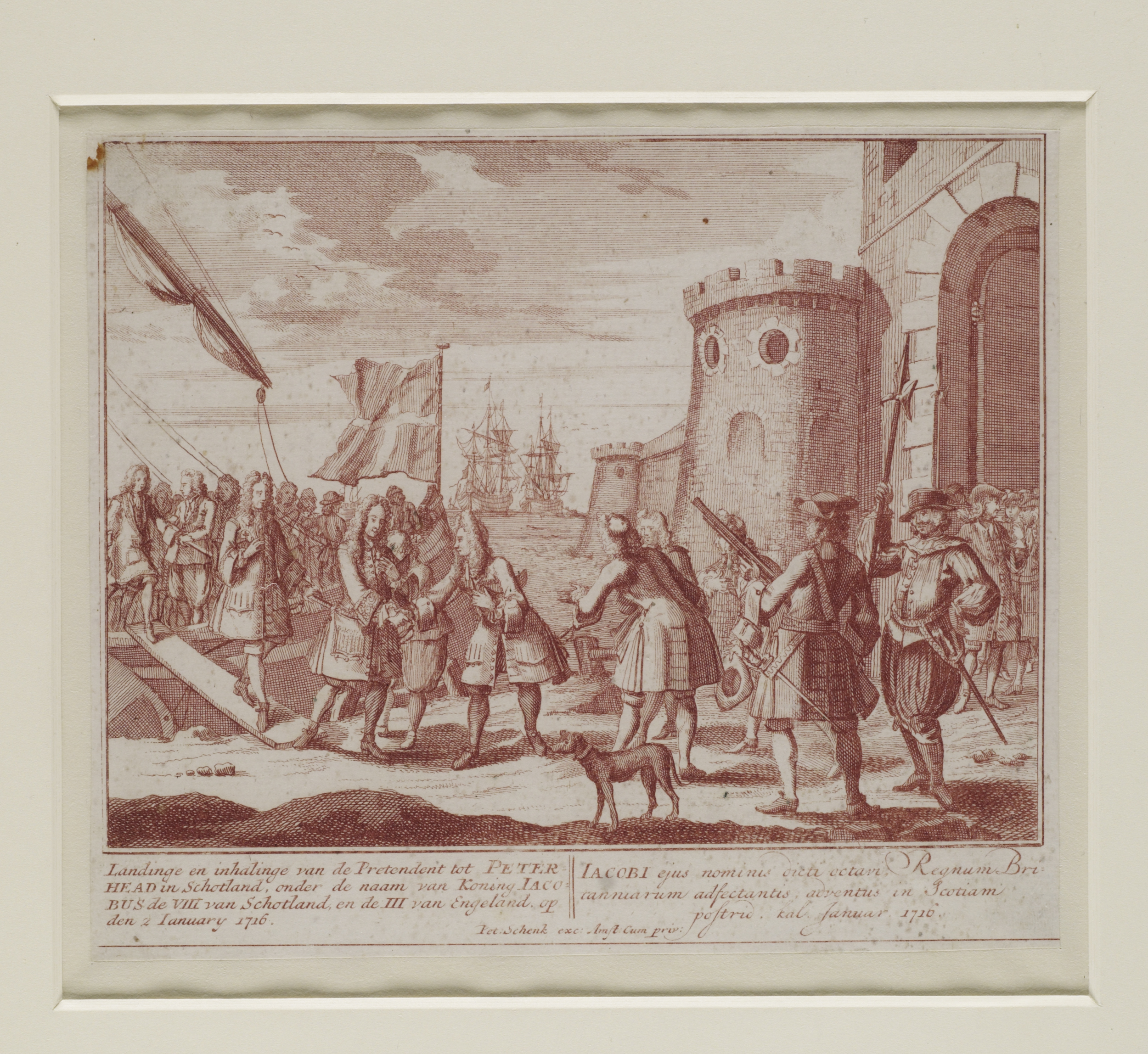
Desembarco del Pretendiente, el Príncipe James, en Peterhead el 22 de diciembre de 1715

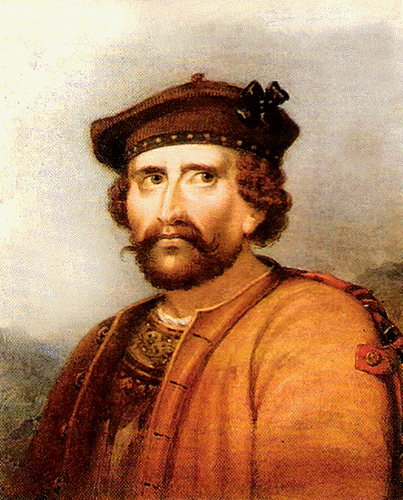
Rob Roy, grabado de 1820

El 22 de diciembre, el Pretendiente desembarcó en Escocia en Peterhead, pero cuando llegó a Perth el 9 de enero de 1716, el ejército jacobita era de menos de 5000 hombres. Por el contrario, las fuerzas de Argyll habían adquirido artillería pesada y avanzaban rápidamente. Mar decidió quemar varias aldeas entre Perth y Stirling, para privar de suministros al ejército de Argyll. El 30 de enero Mar llevó a los jacobitas fuera de Perth; el 4 de febrero, el Pretendiente escribió una carta de despedida a Escocia, navegando desde Montrose al día siguiente.
Muchos jacobitas que fueron tomados prisioneros fueron juzgados por traición y sentenciados a muerte. La Ley de Indemnización de julio de 1717 perdonó a todos los que habían participado en el Levantamiento, pero todo el Clan Gregor, incluido Rob Roy MacGregor, fue excluido específicamente de los beneficios de esa Ley.
Otro intento, esta vez con apoyo español, se llevó a cabo en 1719, solo para terminar de nuevo en la derrota en la Batalla de Glenshiel. El hijo de James, Charles Edward Stuart, intentó ganar el trono para su padre en 1745, en otro levantamiento jacobita, pero fue derrotado en la Batalla de Culloden. James murió en 1766.